# Umove
Umove A/S (udtales You move) er et dansk busselskab, der kører en række linjer for forskellige trafikselskaber, især i Hovedstadsområdet og Jylland. Selskabet har adresse i Glostrup.
Selskabet blev stiftet i sommeren 2013 og lagde ud med pr. 1. november 2013 at overtage aktierne i Holger Danske Bustrafik og dermed dettes datterselskab Fjord-bus, der var entreprenør for Movia i Hovedstadsområdet. Få dage efter overtog man desuden aktierne i en anden af Movias entreprenører, De Hvide Busser. I marts 2015 blev selskabets aktiviteter mere end fordoblet, da man overtog Bent Thykjærs busselskab, der fungerede som entreprenør for Nordjyllands Trafikselskab, Midttrafik og Sydtrafik. De forskellige selskaber fortsatte til at begynde med under deres gamle navne indtil 1. november 2015, hvor Umove blev det officielle navn for alle aktiviteter. Rent formelt fortsatte Fjord-bus som datterselskabet Umove Øst A/S, der også overtog De Hvide Bussers aktiviteter, mens Bent Thykjærs selskab tilsvarende blev til Umove Vest A/S.
10. januar 2019 overtog Umove alle aktier A/S Jens Jensen & Sønner fra Skive, der udadtil var kendt som De Blaa Busser. Firmaet fra Skive havde 85 busser og 140 medarbejdere ved overtagelsen samt en omsætning på 82,7 mio. kr. i 2017. Umove havde i forvejen ca. 600 busser og en årlig omsætning på knap 700 mio. kr. 1. september 2023 blev Umove Øst A/S og Umove Vest A/S fusioneret med sidstnævnte som fortsættende selskab med navnet Umove A/S.